# Alexander Wang
Alexander Wang (født 26. december 1983 i San Francisco) er en amerikansk modeskaber, som designer for mærket af samme navn. 
Alexander Wang studerede mode på Parsons School of Design. Han lancerede sin første kollektion (damekollektion) i 2007.

## Eksterne links
- Wikimedia Commons har flere filer relateret til Alexander Wang
- Officiel hjemmeside
- Alexander Wang på Internet Movie Database (engelsk)
- Alexander Wang på The Movie Database (engelsk)